# (3596) Meriones
(3596) Meriones – planetoida z grupy trojańczyków z obozu greckiego okrążająca Słońce w ciągu 11 lat i 248 dni w średniej odległości 5,15 j.a. Została odkryta 14 listopada 1985 roku w Obserwatorium Brorfelde przez Poula Jensena i Karla Augustesena. Nazwa planetoidy pochodzi od Merionesa, jednego z uczestników wojny trojańskiej. Przed nadaniem nazwy planetoida nosiła oznaczenie tymczasowe (3596) 1985 VO.